# کوه کلا
کوه کلا کوهی در شرق خرم‌آباد منطقه پاپی و کاکاشرف واقع شده ارتفاع از سطح دریا ۲۸۱۰ متر دامنه‌های پوشیده از درختان بلوط گلابی وحشی ارجن زالزالک یک دریاچه کوچک در ارتفاعات این کوه واقع شده که معروف به گهرکوکلا می‌باشد کوه کلا ییلاق ایل پاپی می‌باشد نزدیکترین مسیر صعود به کوکلا از روستای چنارکل است. آبشارنوژیان در دامنه‌های این کوه جاری می‌باشد همچنین سرچشمه رودخانه کاکاشرف وپیرجد می‌باشد.

## قطع درختان
در سال ۱۳۹۹ بیش از ۲۰۰ درخت بلوط در این کوه برای جاده‌سازی قطع شده است.